# Gruppo Sportivo BNL
Il Gruppo Sportivo B.N.L. è stata una società italiana di calcio a 5 con sede a Roma. La divisa di gioco era blu e bianca, con prevalenza dell'uno o dell'altro colore in annate diverse, colori ripresi dal logo dell'epoca della Banca Nazionale del Lavoro di cui era emanazione.

## Storia

Una rosa della BNL Roma sul finire degli anni 1990

La società nacque nel 1987 come squadra aziendale della Banca Nazionale del Lavoro (numero di matricola FIGC 77.855) e ha segnato la storia del calcio a 5 italiano per tutti gli anni 1990 stabilendo, tra il 1992 e il 1999, il record tuttora imbattuto di disputare ben otto finali scudetto consecutive, ottenendo quattro successi. 
La BNL nei primi anni ha potuto contare su diversi ex giocatori di serie A di calcio a 11, presentandosi per la prima volta a una fase finale del campionato durante la stagione 1989-1990. Durante il primo campionato italiano a girone unico la BNL conquista la seconda piazza dietro la Roma RCB poi scudettata, ma si arrende nel girone a quattro di qualificazione alla finale, giungendo terza. 
Il primo successo per la formazione di Piero Gialli (allenatore per tutto il decennio) giunge nella stagione 1991-1992, quando batte in finale l'Ericsson Sielte Roma dopo tre gare finite in due occasioni ai tiri di rigore e alla terza ai tempi supplementari. La BNL perde per i successivi due anni il titolo per mano del Torrino che la sconfigge seccamente per 3-0 nella finale unica di Roma. 
Nel 1996 conquista la European Champions Tournament  vincendo in finale contro gli spagnoli del Sego Zaragoza per 5-4. È la seconda squadra italiana ad aver vinto la competizione dopo il successo della RCB Roma nel 1990. 
La BNL è tornata a giocare una finale scudetto nella stagione 2000-2001 sconfitta dalla Roma RCB, si tratta dell'ultima finale della squadra romana che nei successivi due anni si ferma alle semifinali. Nell'estate del 2002 incorpora il Ciampino, spostandovi sede e campo di gioco. 
Nella stagione 2003-2004 raggiunge i quarti di finale, mentre l'estate seguente realizza una fusione con la Roma RCB dando vita alla Roma Calcio a 5.

## Cronistoria
| Cronistoria del Gruppo Sportivo BNL |
| --- |
| - 1987 · Fondazione del Gruppo Sportivo BNL. - 1987-89 · ? - 1989-90 · 2ª nel girone C di Serie A. 4ª nella poule scudetto. - 1990-91 · 2ª in Serie A. 1º turno della poule scudetto. - 1991-92 · 1ª in Serie A, Campione d'Italia (1º titolo). - 1992-93 · 2ª in Serie A. Finalista della poule scudetto. Vince la Supercoppa italiana (1º titolo). - 1993-94 · 2ª in Serie A. Finalista della poule scudetto. - 1994-95 · 2ª in Serie A, Campione d'Italia (2º titolo). - 1995-96 · 1ª in Serie A, Campione d'Italia (3º titolo). Finalista di Coppa Italia. Vince l'European Champions Tournament (1º titolo). - 1996-97 · 1ª in Serie A, Campione d'Italia (4º titolo). Finalista dell'European Champions Tournament. - 1997-98 · 1ª in Serie A. Finalista play-off scudetto. Semifinalista di Coppa Italia. Finalista di Supercoppa italiana. Semifinalista dell'European Champions Tournament. - 1998-99 · 10ª in Serie A. Finalista play-off scudetto. Semifinalista di Coppa Italia. Finalista dell'European Champions Tournament - 1999-00 · 1ª in Serie A. Semifinalista play-off scudetto. Quarti di finale di Coppa Italia. - 2000-01 · 2ª in Serie A. Finalista play-off scudetto. Semifinalista di Coppa Italia. - 2001-02 · 3ª in Serie A. Semifinalista play-off scudetto. Finalista di Coppa Italia. - 2002 · Assorbe il Ciampino. - 2002-03 · 10ª in Serie A. Semifinalista play-off scudetto. Quarti di finale di Coppa Italia. Finalista di Supercoppa italiana. - 2003-04 · 5ª in Serie A. Quarti di finale play-off scudetto. Semifinalista di Coppa Italia. - 2004 · Fusione con la Roma RCB e nascita della Roma C5. |

## Palmarès

La vittoria dello European Champions Tournament 1995-1996

### Competizioni nazionali
- Campionato italiano: 4

1991-1992, 1994-1995, 1995-1996, 1996-1997
- Supercoppa italiana: 1

1992

### Competizioni internazionali
- European Champions Tournament: 1

1995-1996